# Zemplinikum

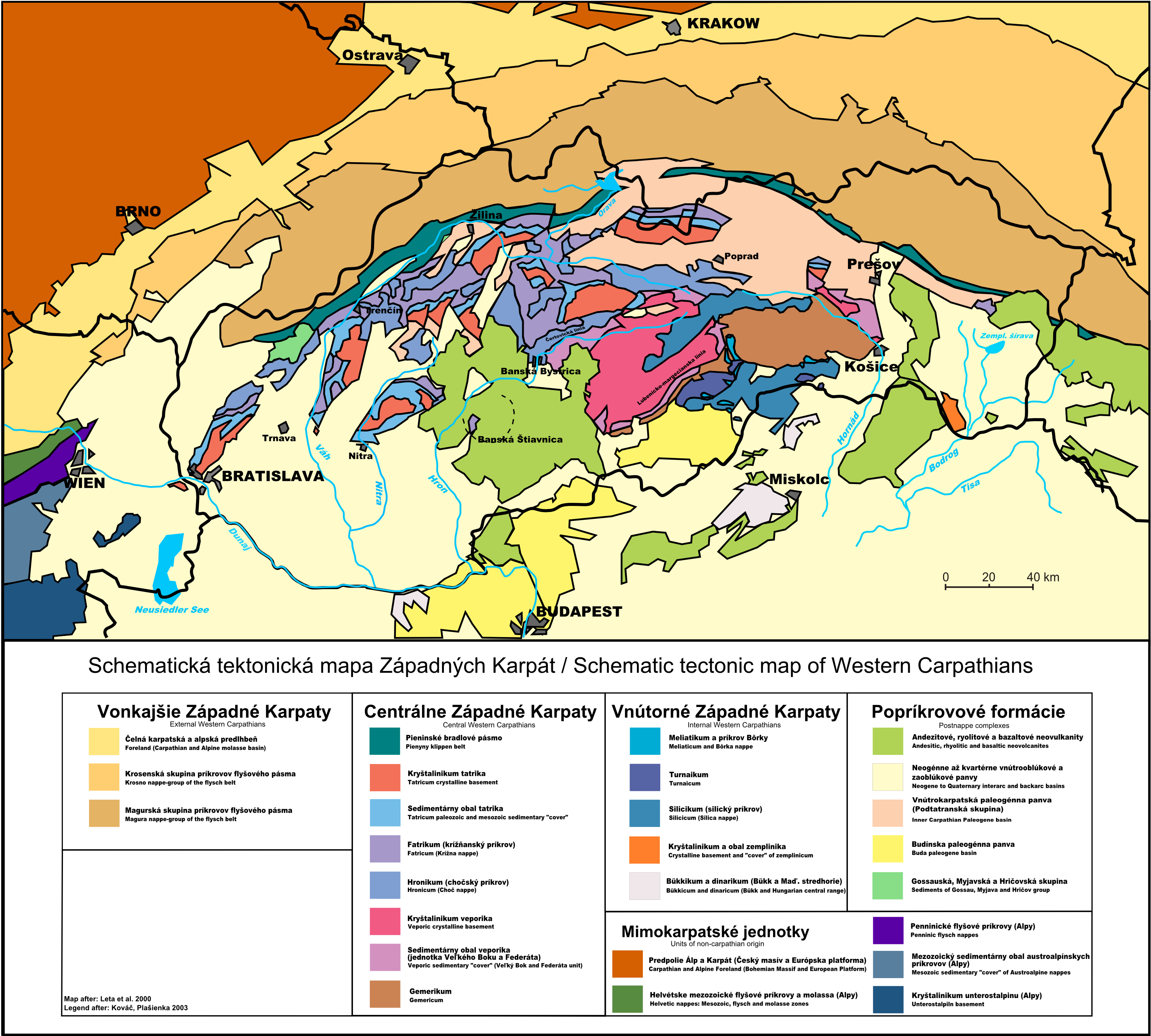
Schematická mapa geologie a tektonických poměrů na Slovensku

Zemplinikum, někdy též označované jako Zemplínský ostrov je tektonická jednotka nejistého zařazení vystupující zpod neogenních hornin v jihozápadní části Východoslovenské nížiny a v Zemplínských vrších.
U osady Byšta-kúpele v okrese Trebišov vystupují v oblasti o rozloze asi 5 km × 3 km horniny krystalinika, tvořené vysokostupňovými metamorfity, dvojslídnými a biotitickými pararulami, ortorulami, svory, amfibolity a migmatity. V minulosti se na základě radiometrických měření předpokládalo, že jde o nejstarší horniny prokázané v oblasti Západních Karpat. Jejich stáří bylo určeno jako svrchní proterozoikum. Později byly tyto údaje všeobecně zpochybněny, jiné údaje totiž poukazují na mladší hercynské období (338 – 308 Ma).
Sedimentární sekvence, nasedající na krystalinikum, tzv. zemplínský permokarbon, tvoří do 2500 metrů mocné souvrství, litostratigraficky pojmenované jako cejkovská skupina. Nad nimi se nacházejí mezozoické horniny, pískovce a karbonáty, jejichž tektonická příslušnost je diskutabilní. Navíc se předpokládá, že na krystaliniku leží diskordantně jako příkrov, který má opačný smysl pohybu než ostatní jednotky Západních Karpat.
Na základě podobnosti s různými okolními jednotkami zemplinikum různí autoři řadí k jiným tektonickým oblastem, jeho tektonické zařazení však není uspokojivě dořešeno. Část autorů jej řadí na základě podobnosti k veporiku (chybí však alpinský metamorfní postih), jiní poukazují na podobnost s podložím maďarského pohoří Mecsek, nebo jako součást teranu Tisia, jelikož jeví podobné znaky jako celky v maďarském pohoří Mecsek. Podle dalších koncepcí by mohlo být zemplinikum součástí gemerika, případně východoevropské platformy.
Označení Zemplinikum je odvozeno od výskytu v oblasti Zemplínských vrchů.

## Litologie
Obalové jednotky zemplínskeho krystalinika jsou označovány jako cejkovská skupina. Tyto horniny jsou karbonského a permského stáří, převážně kontinentálního vývoje. Spodní část formace tvoří pískovce, slepence a fylity s tenkými slojemi antracitu. Rozlišitelné jsou dva karbonské sedimentační cykly, oba obsahující ryolity a jejich pyroklastika. Nad nimi se nachází permské jílovité břidlice, slepence a pískovce, též s polohami kyselých vulkanitů.
Druhohorní souvrství jsou zachována jen v jihovýchodní části zemplinika, u Ladmovec a Černochova. Jde o triasové pískovce, vápence a dolomity. Po okrajích se místy vyskytují i andezity a ryolity, případně jejich tufy.
Severně od zemplinika se v podloží Východoslovenské pánve nachází iňačovská jednotka, která prošla zvláštním vývojem.